# Campeonato Sul-Americano de Voleibol Masculino de 1999
O 23º Campeonato Sul-americano de Voleibol Masculino foi realizado no ano de 1999 em Córdoba, Argentina.

## Tabela Final
| Posição | Equipe    |
| ------- | --------- |
|         | Brasil    |
|         | Argentina |
|         | Venezuela |
| 4       | Uruguai   |